# FTフォン
FTフォンはフォーバルが2003年7月（先行販売含む）から販売している日本のIP電話サービス。サービス提供事業者は子会社のフォーバルテレコム。
通信網はメディア社のサービスを使用。
全国一律3分7.5円（税別）の通話料金で、FTフォン同士の相互通話は無料（USEN方式と050FTフォン同士も無料）。国際電話は相手国により違う。米国へは1分2.5円（税別）。
利用インフラはUSENの光ファイバー及びNTTのフレッツ（ADSLまたはBフレッツ）。
USENインフラを利用したサービスは光ファイバーの料金も含め一括で請求される。番号ポータビリティにより現在の電話番号をそのまま利用できる。提供地域が一部の都市部に限定されている。緊急通話用にNTT回線もしくは直収電話を一本残すことが義務付けられている。
フレッツを利用したサービスはプライマリー電話の基準を満たしていないため050番号を使用した、「FTフォン050スタイル」というサービスもある。
発売当初は、音声不通障害が何度か発生した。

## その他
OEMにてフォーバルグループ以外にも提供している。
- 大塚商会:｢OC-NETフォン｣出典
- レカム：｢RET'SCALL｣
- USEN:｢Gate02フォン｣（GateCallはUSEN独自サービス）

など